# Лазич, Джордже (футболист)
Джордже Лазич (серб. Ђорђе Лазић; род. 18 июня 1983, Белград, СФРЮ) — сербский футболист, полузащитник.

## Биография

### Клубная карьера
Лазич начал выступать за команды из низших лиг Югославии, играл за «Будочност» (Вальево), «Ремонт», Мачва, «Севойно». В 2005 году перешёл в «Младост» (Лучани), в составе которой был лучшим бомбардиром Второй лиги (11 мячей). В январе 2007 года перешёл в «Партизан», всего сыграл 52 матча и забил 7 голов за клуб. Являлся одним из ведущих игроков лидера чемпионата Сербии.
В межсезонье сезона 2008/09 им интересовались харьковский «Металлист», днепропетровский «Днепр» и донецкий «Металлург».
11 января 2009 официально стал игроком «Металлурга». Стал первым новичком донецкого «Металлурга» в зимнее межсезонье. В первый день после отпуска донецкой команды серб на тренировочной базе прошёл медицинское обследование и подписал контракт. За его трансфер дончане заплатили 500 000 евро. В чемпионате Украины дебютировал 27 февраля 2009 года в матче «Металлург» — «Кривбасс» (1:1).
В январе 2016 года отправился на просмотр в «Сталь».
В июле 2016 года объявил о завершении карьеры.
В 20-х числах июля решил продолжить игровую карьеру и перешёл в греческий клуб «Ксанти». Завершил карьеру в составе клуба «Младост» (Лучани).

### Карьера в сборной
В ноябре 2007 года приглашался на матч за сборную Сербии, в отборочном турнире к Евро 2008, когда сербы принимали команду Казахстана.

## Достижения
- Чемпион Сербии: 2007/08
- Обладатель Кубка Сербии: 2007/08
- Финалист Кубка Украины (2): 2009/10, 2011/12